# Kris Hoflack
Kris Hoflack (1965) is een Belgisch redacteur, journalist en bestuurder.

## Levensloop
Kris Hoflack studeerde geschiedenis aan de Katholieke Universiteit Leuven en was gedurende vijf jaar assistent van socioloog Luc Huyse. 
Na een loopbaan als politiek journalist voor onder meer Humo en Bonanza werkte hij voor de VRT. In 2007 werd hij projectleider van een hernieuwingsoperatie van de nieuwsdienst. Na de hervorming van 2007 werd hij hoofdredacteur duiding voor zowel de radio- als televisie-uitzendingen en zo verantwoordelijk voor alle politieke en duidingsprogramma's zoals Terzake, De keien van de Wetstraat, Phara, Volt en Vranckx. Hij was een van de vijf leden van het college van hoofdredacteurs van de zender.
Eind 2011 verliet Hoflack de VRT. Hij werd aangeworven bij uitgeverij Borgerhoff & Lamberigts, waar hij de opstart van een televisieafdeling leidde.
Hoflack werd op 1 oktober 2012 algemeen hoofdredacteur van de VTM-nieuwsdienst. Bij Borgerhoff & Lamberigts werd hij opgevolgd door Isabelle Baele.
In 2016 werd hij tevens de nieuwe directeur nieuws van News City, het nieuwe mediabedrijf boven Medialaan (met VTM) en De Persgroep. In de loop van 2017 ontstonden ernstige meningsverschillen tussen hem en de hoofdredacteur van de VTM-nieuwsdienst Nicholas Lataire. Op 6 september 2018 nam hij ontslag uit zijn directiefunctie bij News City vanwege aanhoudende interne disputen.
In februari 2019 werd hij aangesteld als directeur Publiekswerking, Informatie & Communicatie bij het Vlaams Parlement. Hij ging ook schrijven voor de Vlaamsgezinde website Doorbraak. Nadat hij in september 2019 kritiek uitte op het VRT-programma Vandaag en zijn presentatrice Danira Boukhriss kwam er kritiek en de vraag of dit wel te combineren viel met zijn job bij de "neutrale" overheid. Hij besloot na overleg met de voorzitter van het Vlaams Parlement, Wilfried Vandaele, niet langer te schrijven voor de site.
Van 2016 tot december 2O18 was Hoflack lid van de raad van bestuur van de KU Leuven.
In 2022 verliet hij zijn functie bij het Vlaams Parlement om CEO te worden van Standaard Uitgeverij.
- International Standard Name Identifier: 0000 0000 0205 6340
- Library of Congress Control Number: n88196353
- Nederlandse Thesaurus van Auteursnamen: 074025597
- Système universitaire de documentation: 032745338
- Virtual International Authority File: 44377536
- WorldCat: E39PBJyrRjpVMytyWPqjYX8XBP